# HD 210884
HD 210884，又名BD+69 1228，SAO 19922、HR 8474，是一颗恒星，视星等为5.5，位于銀經110，銀緯11.41，其B1900.0坐标为赤經22h 8m 21.8s，赤緯+69° 11.41′ 19″。